# Ivica Mlivončić
Ivica Mlivončić (Vareš, 1931. – 1. travnja 2013.) je hrvatski novinar, publicist i istraživač Hrvatskog obrambeno-oslobodilačkog rata, hrvatsko-bošnjačkog sukoba te djelovanju Al Quaide u ratu u BiH. Rodom je iz Vareša. Kritičar je Haškog suda sa stavom da takav sud ne može biti neutralan jer ga financira Saudijska Arabija. Također je žestoki kritičar liberalnih medija i udruga koje se bave istragom hrvatskih zločina nad Bošnjacima i Srbima. Bio je svjedok obrane Tihomiru Blaškiću osuđenom za zločine nad Bošnjacima u Središnjoj Bosni.
Hrvatskoj je javnosti poznat po knjizi Zločin s pečatom koja pokazuje rezultate njegovih istraživanja rata u BiH, s naglaskom na onaj dio koji se bavio zločinima postrojbâ Armije BiH nad Hrvatima.
Jedan je od autora koji je argumentirao zašto je pogrešan, neoprezan, odnosno čak zlonamjeran naziv Dalmatina za hrvatsku autocestu A1.
Pisao je za Slobodnu Dalmaciju, Hrvatska obzorja i uređivao je list BH Danas.
Sudionik je hrvatskih žrtvoslovnih kongresa.

## Djela
- Crkva u Latinskoj Americi, 1988.
- Pape i Hrvati, 1993.
- Kraljeva Sutjeska i Vareš : povijesne crtice  (urednik izdanja), 1996.
- Zločin s pečatom : genocid i ratni zločini muslimansko-bošnjačkih snaga nad Hrvatima BiH 1992. – 1994. , 1998. (2. proš. izd. 2001., 3. izd. 2004.)
- Al Qaida se kalila u Bosni i Hercegovini: mjesto i uloga mudžahida u Republici Hrvatskoj i Bosni i Hercegovini od 1991. do 2005. godine, 2007.
- Muslimanski logori za Hrvate: u vrijeme rata u Bosni i Hercegovini 1991. – 1995. godine, 2008.
- Vareš od početaka do rata i poraća 1991-2000 , 2011.

## Vanjske poveznice
- HIC  Arhivirana inačica izvorne stranice od 15. srpnja 2015. (Wayback Machine) Ivica Mlivončić: Zločin s pečatom
- [neaktivna poveznica] Vareš od početaka do rata i poraća (1991-2000) i dvije nove slike M. Divkovića
- Izbor tekstova
- (eng.) HKD Napredak[neaktivna poveznica]